# Cal Simon (Sant Agustí de Lluçanès)
Cal Simon és una casa de Sant Agustí de Lluçanès (Osona) inclosa a l'Inventari del Patrimoni Arquitectònic de Catalunya.

## Descripció
Edifici de planta rectangular i teulat a doble vessant en relació amb la façana principal. Fou construït amb murs de pedra irregular i morter, conserva algunes restes d'arrebossat. La construcció té dos pisos i unes petites golfes. Les dues finestres grans i la porta són de construcció original, mentre que la tercera finestra del segon pis més petita, és de construcció posterior.

## Història
Una de les llindes de les finestres del pis conserva la data de construcció de l'edifici: 1708.